# Liste der EU-Vogelschutzgebiete in Tschechien

Natura 2000-Logo

Die folgende Liste enthält alle 41 Europäischen Vogelschutzgebiete (tschechisch: ptačí oblasti) nach Art. 4 (1) der Europäischen Vogelschutzrichtlinie in Tschechien. Die Gebiete sind Bestandteil des europäischen Schutzgebietsnetzes Natura 2000.

## Hinweise zu den Angaben in der Tabelle
- Gebietsname: Amtliche Bezeichnung des Schutzgebiets
- Datei/Commons: Datei und Link zu weiteren Dateien aus dem Schutzgebiet
- WDPA-ID: Link zum Schutzgebiet in der World Database on Protected Areas
- EEA-ID: Link zum Schutzgebiet in der Datenbank der European Environment Agency (EEA)
- Fläche: Gesamtfläche des Schutzgebiets in Hektar
- Bemerkungen: Besonderheiten und Anmerkung

## Tabelle
| Gebietsname                            | Datei/Commons | WDPA-ID   | EEA-ID    | Fläche ha | Lage | Bemerkungen |
| -------------------------------------- | ------------- | --------- | --------- | --------- | ---- | --- |
| Křivoklátsko                           |               | 555537198 | CZ0211001 | 31.960,15 | ⊙    | Großflächiges Waldgebiet mit schluchtartigen Tälern mit besonderer Bedeutung u. a. für Spechte und Fliegenschnäpper.                                |
| Rožďalovické rybníky                   |               | 555537199 | CZ0211010 | 6.613,14  | ⊙    | Teichlandschaft mit ausgedehnten Röhrichten und besonderer Bedeutung für Schilfbrüter, wie Kranich, Rohrweihe und Rohrdommel.                       |
| Žehuňský rybník - Obora Kněžičky       |               | 555537200 | CZ0211011 | 1.963,89  | ⊙    | Gebiet um den Stausee Žehuňský rybník mit besonderer Bedeutung für Zwergdommel und Tüpfelsumpfhuhn.                                                 |
| Třeboňsko                              |               | 555537201 | CZ0311033 | 47.360,27 | ⊙    | Treboner Becken mit Mooren, Teichen, Seen und Wäldern. Besondere Bedeutung für brütende und ziehende Wasservögel.                                   |
| Údolí Otavy a Vltavy                   |               | 555537202 | CZ0311034 | 18.368,11 | ⊙    | Waldgebiet mit tief eingeschnittenen Tälern von Moldau und Otava im Staubereich der Orlík-Talsperre. Besondere Bedeutung für Uhu und Sperlingskauz. |
| Řežabinec                              |               | 555537203 | CZ0311035 | 111,01    | ⊙    | See mit besonderer Bedeutung für ziehende Wasservögel, insbesondere Graugänse.                                                                      |
| Hlubocké obory                         |               | 555537204 | CZ0311036 | 3.321,57  | ⊙    | |
| Českobudějovické rybníky               |               | 555537205 | CZ0311037 | 6.362,08  | ⊙    | |
| Dehtář                                 |               | 555537206 | CZ0311038 | 351,95    | ⊙    | Teich mit besondere Bedeutung für Flussseeschwalbe und ziehende Wasservögel.                                                                        |
| Novohradské hory                       |               | 555537207 | CZ0311039 | 9.052,51  | ⊙    | |
| Boletice                               |               | 555537208 | CZ0311040 | 23.565,22 | ⊙    | |
| Šumava                                 |               | 555537209 | CZ0311041 | 97.492,98 | ⊙    | |
| Doupovské hory                         |               | 555537210 | CZ0411002 | 63.116,72 | ⊙    | |
| Nádrž vodního díla Nechranice          |               | 555537211 | CZ0421003 | 1.191,48  | ⊙    | |
| Novodomské rašeliniště - Kovářská      |               | 555537212 | CZ0421004 | 15.962,63 | ⊙    | |
| Východní Krušné hory                   |               | 555537213 | CZ0421005 | 16.367,70 | ⊙    | |
| Labské pískovce                        |               | 555537214 | CZ0421006 | 35.487,18 | ⊙    | |
| Českolipsko-Dokeské pískovce a mokřady |               | 555537215 | CZ0511007 | 9.408,76  | ⊙    | |
| Jizerské hory                          |               | 555537216 | CZ0511008 | 11.671,68 | ⊙    | |
| Krkonoše                               |               | 555537217 | CZ0521009 | 40.938,88 | ⊙    | |
| Broumovsko                             |               | 555537218 | CZ0521014 | 9.121,71  | ⊙    | Zentraler Teil des Falkengebirges mit exponierten Felsformationen. Bedeutendes Gebiet für Uhu und Wanderfalke.                                      |
| Orlické Záhoří                         |               | 555537219 | CZ0521015 | 903,94    | ⊙    | |
| Bohdanečský rybník                     |               | 555537220 | CZ0531012 | 306,75    | ⊙    | Teichlandschaft mit besonderer Bedeutung für das Tüpfelsumpfhuhn.                                                                                   |
| Komárov                                |               | 555537221 | CZ0531013 | 2.030,75  | ⊙    | |
| Bzenecká Doubrava-Strážnické Pomoraví  |               | 555537222 | CZ0621025 | 11.725,39 | ⊙    | |
| Hovoransko-Čejkovicko                  |               | 555537223 | CZ0621026 | 1.411,78  | ⊙    | Kleinbäuerliche Kulturlandschaft in im Gayaer Hügelland mit Vorkommen von Ortolan, Blutspecht und Sperbergrasmücke.                                 |
| Soutok - Tvrdonicko                    |               | 555537224 | CZ0621027 | 9.575,61  | ⊙    | |
| Lednické rybníky                       |               | 555537225 | CZ0621028 | 685,08    | ⊙    | |
| Pálava                                 |               | 555537226 | CZ0621029 | 8.539,39  | ⊙    | |
| Střední nádrž vodního díla Nové Mlýny  |               | 555537227 | CZ0621030 | 1.047,46  | ⊙    | Mittlerer Teil des Thaya-Stausees bei Nové Mlýny mit besonderer Bedeutung für ziehende Gänse, Seeadler und Flussseeschwalbe.                        |
| Jaroslavické rybníky                   |               | 555537228 | CZ0621031 | 357,04    | ⊙    | Teichlandschaft an der Thaya mit besonderer Bedeutung für den Nachtreiher.                                                                          |
| Podyjí                                 |               | 555537229 | CZ0621032 | 7.665,72  | ⊙    | |
| Králický Sněžník                       |               | 555537230 | CZ0711016 | 30.191,67 | ⊙    | |
| Jeseníky                               |               | 555537231 | CZ0711017 | 52.164,54 | ⊙    | |
| Litovelské Pomoraví                    |               | 555537232 | CZ0711018 | 9.318,66  | ⊙    | |
| Libavá                                 |               | 555537233 | CZ0711019 | 32.723,82 | ⊙    | |
| Horní Vsacko                           |               | 555537234 | CZ0721023 | 26.977,65 | ⊙    | |
| Hostýnské vrchy                        |               | 555537235 | CZ0721024 | 5.176,95  | ⊙    | |
| Poodří                                 |               | 555537236 | CZ0811020 | 8.042,59  | ⊙    | |
| Heřmanský stav - Odra - Poolší         |               | 555537237 | CZ0811021 | 3.100,87  | ⊙    | |
| Beskydy                                |               | 555537238 | CZ0811022 | 41.702,04 | ⊙    | |